# Halidesmus scapularis
Halidesmus scapularis är en fiskart som beskrevs av Günther 1872. Halidesmus scapularis ingår i släktet Halidesmus och familjen Pseudochromidae. Inga underarter finns listade i Catalogue of Life.